# Woodyates
Woodyates – osada w Anglii, w hrabstwie ceremonialnym Dorset, w dystrykcie (unitary authority) Dorset, w civil parish Sixpenny Handley and Pentridge. Leży 18 km od miasta Blandford Forum. Woodyates jest wspomniana w Domesday Book (1086) jako Odiete.